# Баром Реатеа VI
Баром Реатеа III (кхмер. បរមរាជា ទី៣) или Баром Реатеа VI, урожденный Понья Ан (кхмер. ពញាអន; 1554 — 1600) — король Камбоджи (1599—1600). Правил под именем Парамараджа VI (санскр. Paramaraja VI).
Полный титул — Самдач Бхрат Парама Раджа Парама Бупати (санскр. Samdach Brhat Parama Raja Parama Bupati).

## Биография
Принц Ан родился в 1554 году, был младшим сыном короля Барома Реатеи I. Ан взошел на престол в 1599 году (по другим данным — в 1600 году) в возрасте 33 лет после убийства своего племянника Барома Реатеи V и стал править под именем Парамараджа VI. Нового короля не устраивало усиление Лакшаманы и его мусульманской гвардии, и он сумел избавиться от них, отправив их на войну против Тямпы, где они почти все погибли. Однако этот шаг подорвал военную опору королевской власти. 
Несмотря на то, что сопротивление тямов было подавлено, в стране вспыхнуло новое крестьянское восстание под руководством просветленного по имени Кео, во многом напоминавшее восстание Най Кана. Оказавшись не в силах справиться с ним Баром Реатеа III решил вернуться к политике своего племянника по отношению к западным державам и заручиться военной поддержкой испанцев. В 1600 году он сумел разыскать единственного спасшегося во время пномпеньской резни испанского солдата по имени Хуан Диас и отправил его в качестве своего посла в Манилу с просьбой о помощи и присылке миссионеров.
Однако в то время пока шли переговоры, Баром Реатеа III был убит в конце того же года оскорбленным им кхмерским феодалом.